# Jean-Denis Daulé
Jean-Denis Daulé (1766-1852) est un prêtre, un religieux, professeur, musicien et poète français et canadien de la fin du XVIIIe et du début du XIXe siècle.

## Biographie
Né à Paris en France, le 10 août 1766, de Jean Daulé, cultivateur, il fit ses études à Paris au Séminaire des Pauvres et fut ordonné, le 20 mars 1790. 
Trappiste des Sept-Fons (1790-1791), il entre dans le clergé séculier où il eut le malheur de prêter le serment de fidélité à la Constitution de 1791. Revenu de son erreur commise sans trop de réflexion, il s'exile volontairement en Angleterre (1792-1794). 
Professeur au Collège des Jésuites à Québec (1794); curé de la paroisse Les Écureuils (1794-1806); chapelain des Ursulines de Québec (1806-1832) et missionnaire à Sainte-Foy (1815-1816). Il se retira aux Trois-Rivières pour cause de cécité en (1832). Il demeura à L'Ancienne-Lorette (1832-1852), où il est mort le 16 novembre 1852, étant aveugle depuis près de 20 ans. 
C'était un homme d'une piété éminente, prêchant avec une onction qui portaient les cœurs à Dieu. Chantre, musicien et poète, il a publié en 1819 un Recueil de cantiques, dont plusieurs sont de sa composition.
Le fonds d'archives de Jean-Denis Daulé est conservé au centre d'archives de Québec de Bibliothèque et Archives nationales du Québec. 